# Centro scolastico di Larderello
Il centro scolastico di Larderello è un edificio scolastico situato in via Carducci 4 a Larderello, nel comune di Pomarance.

## Storia
Progettata nel 1954 dall'architetto Renzo Bellucci, la scuola è uno dei primi edifici pubblici ad essere stato realizzato contestualmente al piano di espansione della zona residenziale di Larderello, redatto nel 1954 da Giovanni Michelucci su incarico della "Larderello" s.p.a..
I lavori di costruzione, appaltati all'impresa "Emilio Gambogi & Figli" di Pisa, si protrassero per tutto il 1955 e parte del 1956. Nel novembre del 1955 era già stato ultimato il corpo di fabbrica principale contenente le aule ed avviati i primi corsi scolastici, mentre era ancora in fase di costruzione l'adiacente corpo destinato alle officine ed ai laboratori della Scuola Aziendale. Dopo una breve interruzione dei lavori nei mesi di febbraio e marzo del 1956, a causa delle avverse condizioni atmosferiche, che obbligarono la sospensione dei numerosi cantieri ormai già in atto a Larderello, l'opera è definitivamente completata nel maggio del 1956 ed inaugurata ufficialmente il 22 dello stesso mese.
I disegni di progetto, le cui copie originali sono andate perdute, sono pubblicati nella Rassegna Larderello, nel numero di novembre 1954, e nel 2° numero della rubrica  Opere finite, pubblicato a novembre del 1956, dove la descrizione dell'opera è accompagnata dalle foto dell'edificio, ormai completato. Confrontando il progetto con l'edificio costruito si notano alcune varianti, in particolare per quanto riguarda l'idea, poi abbandonata, di realizzare in una bassa appendice autonoma la casa del custode, e per il muro a retta sulla strada, anch'esso non costruito, che avrebbe dato luogo ad un diverso sistema di accesso alla scuola, con la creazione di un piazzale chiuso nella parte antistante l'ingresso laterale, che si apre alla quota del primo piano.

## Descrizione
L'edificio sorge nella zona nord di Larderello, a monte del centro sportivo, inserendosi sulla catena di collinette digradanti verso l'abitato di Montecerboli.
L'articolazione dei vari corpi che costituiscono l'edificio e le relative variazioni altimetriche, dosate con equilibrio e chiarezza, favoriscono il buon inserimento ambientale di questa costruzione che si confronta con discrezione con il paesaggio naturale e con l'edificato circostante, anche grazie all'impiego delle murature in laterizio faccia a vista, per i tamponamenti, e all'uso della pietra bianca, tipica della tradizione costruttiva locale, che si ritrova nelle fasce basamentali e nei muretti di arredo dell'area esterna.
L'edificio risulta composto dall'assembramento di più corpi di fabbrica, ciascuno con una propria distinta funzione, raccordati tra loro secondo una logica sequenza di relazioni fra le varie attività scolastiche.
Il nucleo centrale della distribuzione è costituito dall'edificio principale; un corpo a tre piani contenente le aule il cui impianto, di forma rettangolare allungata, si fonde, nella parte retrostante, al volume unico che accoglie il gruppo dei servizi igienici ed il vano scala principale. Perpendicolarmente al blocco delle aule, in corrispondenza dell'angolo sud est, si innesta il nucleo dei servizi generali che comprende, oltre alle sale della Direzione e dei professori, un altro vano scala che mette in comunicazione il secondo con il primo piano dove si apre un ingresso laterale, collegato alla quota inferiore della strada per mezzo di una cordonata esterna. In continuità con la testata nord del corpo di fabbrica principale si sviluppa un blocco a due piani autonomo, collegato al primo mediante un atrio a galleria, sul quale si apre l'ingresso principale, coperto da un'ampia terrazza che riallaccia la sequenza ininterrotta dei balconi prospicienti le aule al primo piano.
La caratterizzazione formale risiede nella stessa tecnica costruttiva adottata: gli elementi portanti in cemento armato sono lasciati in evidenza a scandire il ritmo della maglia strutturale nella quale si inseriscono i tamponamenti in laterizio faccia a vista, alleggeriti dalle ampie finestrature continue che caratterizzano tutto il prospetto principale. Il contrappunto cromatico è dato dalla pietra bianca utilizzata nel rivestimento della fascia basamentale che corre attorno a tutto l'edificio.